# Центральная Банка
Центральная Банка (индон. Bangka Tengah) — один из округов острова Банка, в провинции Банка-Белитунг, Индонезия. Административный центр — Коба. Население — 167 659 чел. (2010).

## География и климат
Округ занимает центральную часть острова Банка. На востоке округ омывается водами пролива Гаспар, на западе — пролива Банка, на севере граничит с округом Банка, на северо-востоке — с городским округом Панкалпинанг, на юге — с округом Южная Банка.
Общая площадь, занимаемая округом — 2279,11 км². Сюда входят, помимо части острова Банка, ещё 12 более мелких островов. Длина береговой линии — около 195 км.
Климат в Центральной Банке — тропический, влажный. Количество осадков по месяцам колеблется в пределах от 43,6 до 356,2 мм (в 2011 г. в среднем — 241,6 мм). По данным того же 2011 года, среднемесячная температура в течение года изменялась в диапазоне от 26,0 до 28,1 °C, влажность воздуха — от 73% до 87%, атмосферное давление — от 1008 до 1010,2 мбр. Уровень суммарной солнечной радиации — 54,97%.

## Геология
Местные недра содержат ряд полезных ископаемых, таки, как олово, каолин, кварц, строительный камень. pH местных почв — ниже 5. 
Рельеф местности — холмистый, неровный, ухабистый, наивысшая точка — 395 м. Почвы подзолистые, желтовато-коричневые, и плутонические (литосоли). Часть местности заболочена, для неё характерны аллювиальные почвы (глей) с серым гумусом.

## Гидрология
Реки берут начало на возвышенности в глубине острова и стекают вниз к океану. Самые значимые из них — Селидун, Месу, Селан и Курау. Они используются только для передвижения; рыболовством местные жители занимаются в море. Естественных озёр нет, есть искусственное, возникшее на месте, где раньше добывали оловянную руду.

## Флора и фауна
В местных лесах обитают олени, обезьяны, дикие кабаны, летучие мыши, орлы, лесные куры и др.
Для острова Банка характерна бурная тропическая растительность; на морском побережье есть мангровые заросли.

## Административное деление
В административном плане округ делится на 6 муниципалитетов:
| Округ        | Площадь, км² |
| ------------ | ------------ |
| Коба         | 391,56       |
| Панкаланбару | 109,56       |
| Сунгай-Селан | 791,63       |
| Симпан-Катис | 229,44       |
| Наман        | 203,89       |
| Лубук        | 553,03       |

Текущее административное деление установлено в 2003 году.

## Население
Общая численность населения в 2010 году составляла 167 659 человек, из них 87 113 мужчин (51,96%) и 80 546 женщин (48,04%). По оценке на 2011 год, численность возросла до 179 565 человек, из них 93 370 мужчин и 86 169 женщин. 
Коэффициент соотношения полов — 1,08, т. е. мужчин больше, чем женщин. Такая пропорция в целом характерна для Индонезии.
В 2009 году рождаемость составила 1597 чел., смертность — 520 чел., таким образом, естественный прирост составил 1077 чел. Плотность населения — 74 чел./км² (2010), 79 чел./км² (2011). При этом, плотность относительно невелика по сравнению с густо заселёнными районами Суматры, Калимантана и особенно — Явы; больша́я часть земель отдана под плантации.